# 急性淋巴性白血病
急性淋巴性白血病（acute lymphoblastic leukemia，ALL）又称急性淋巴母细胞白血病，是一类来源于中央淋巴器官幼稚淋巴细胞（不成熟阶段B或T细胞）的高度侵袭性血液肿瘤。临床上简称急淋，或称ALL。
淋巴是人體免疫系統的重要環節，由骨髓與淋巴結所製造。而急性淋巴性白血病的成因即為淋巴母細胞因不明原因的成熟障礙，導致過度增生，進而壓制正常骨髓造血組織，並造成周邊血管、骨髓、全身淋巴結、脾臟與肝臟的浸潤。臨床上，急性淋巴性白血病的症狀包括因白血球減少而引起感染、發熱，通常還會伴有淋巴結與肝臟、脾臟的腫大，這些症狀在兒童身上最為明顯。此外急性淋巴球白血病容易侵犯人體的中樞神經系統，檢查時需做腦脊髓液檢測。
急性淋巴性白血病的高發年齡為幼童與高齡老人，但治癒率各有不同。以兒童急性淋巴性白血病來說，1歲至5歲的幼童為治癒率約為80%，但1歲以下的嬰兒與10歲以上的兒童治癒率則大幅降低，這是由於染色體的不同所致。若第12及21對染色體轉位或染色體大於50對屬於急性淋白巴性白血病的低危險型，此一型態又以幼童居多，成人最少。相對來說，若第4及11對、第9及22對、第1及19對、第8及14對染色體發生轉位，則屬於高危險型，治癒率也大幅降低。

## 臨床特徵
臨床特徵和急性骨髓性白血病類似，會有出血、瘀青、容易感染發燒、貧血等症狀。急性淋巴性白血病臨床上，會有較多比例的病人會出現淋巴腺腫大、肝臟脾臟腫大，和中樞神經侵犯。

## 疾病分類
B細胞急性淋巴性白血病。
T細胞急性淋巴性白血病。

### FAB分類
依細胞大小區分 L1, L2, L3

### 染色體分類
依照每個癌細胞所含有染色體的數目可區分為：超二倍體（hyperdiploidy；多於45條染色體）、正二倍體（eudiploidy）和亞二倍體（hypodiploidy；少於45條染色體）。超二倍體族群預後較好；亞二倍體则在少於2%的成人及兒童的個案中可以見到，且預後不佳。
依照細胞染色體的結構區分，常見重複發生的染色體轉位，包括t(9;22)、t(4;11)、t(1;19)。

### 致癌基因分類
目前已經發現一些致癌基因，和急性淋巴性白血病有關。包括B細胞急性淋巴性白血病:PAX5、IKZF1、EBF、BCR-ABL、MYC、MLL、E2A-PBX1。

## 治療
對於嬰兒或是小兒的 ALL，blinatumomab 是很有希望的治療。